# Order Kolumba
Order Kolumba (port. Ordem de Colombo) – najwyższe i jedyne podczas swojego istnienia odznaczenie państwowe nadawane w latach 1890-1891 w Federacyjnej Republice Brazylii.

## Historia
Order ustanowiony został 6 czerwca 1890, przez tymczasowego prezydenta i szefa republikańskiego rządu Manoela Deodora da Fonseca. Odznaczenie nazwano dla uczczenia odkrywcy Ameryki – Krzysztofa Kolumba.
Podzielony został na cztery klasy, z których trzy pierwsze miały limitowaną liczbę odznaczonych:
- I klasa – Krzyż Wielki (Grã-Cruz):
  - 12 odznaczonych rzeczywistych (efetivo),
  - 24 odznaczonych honorowych (honorário),
- II klasa – Dygnitarz (Dignitário) – 50 odznaczonych,
- III klasa – Oficer (Oficial) – 150 odznaczonych,
- IV klasa – Kawaler (Cavaleiro) – nieograniczona liczba nadań[2].

Prezydent Brazylii był z urzędu wielkim mistrzem i odznaczonym najwyższą klasą orderu.
Order został zniesiony w momencie przyjęcia pierwszej konstytucji Republiki Federalnej Brazylii 24 lutego 1891, z powodu klauzuli wygaszającej wszystkie tytuły szlacheckie i odznaczenia.

## Wygląd
Insygnia orderowe były niemal identyczne jak w Orderze Krzyża Południa. Oznaką był pięcioramienny krzyż gwiaździsty z pięcioma pękami promieni pomiędzy ramionami (w każdym pęku było pięć srebrnych promieni o kształcie ogonów jaskółki, gdzie środkowy promień był najdłuższy, a boczne dotykające ramion – najkrótsze). Ramiona były emaliowane na biało, miały kształt ogona jaskółki, a ich końce były zakończone dziesięcioma złotymi kulkami. Wewnątrz oznaki umieszczony był emaliowany na niebiesko okrągły dysk otoczony czerwonym pierścieniem, wewnątrz którego znajdowały się dwie przeplecone ze sobą czerwone litery C (inicjały Cristóvão Colombo), z których pierwsza odwrócona była w lewą stronę. Zewnętrzne krawędzie ramion i wewnętrznego pierścienia, a także zawieszka o kształcie pięcioramiennej gwiazdy były złote. Gwiazda orderowa miała wygląd oznaki, lecz była nieco większa i nie posiadała zawieszki.
Łańcuch orderowy przysługujący jedynie odznaczonym I klasą rzeczywistą, składał się z liter podwójnych liter C splecionych grzbietami. Gwiazda orderowa przysługiwała I i II klasie. Wstęga orderowa była koloru lazurowego z zielonym paskiem pośrodku, wzdłuż którego obu krawędzi ciągnęły się dwa wąskie czerwone paski. Uhonorowani I klasą nosili wielkie wstęgi w postaci szerokiej szarfy z prawego ramienia na lewy bok, odznaczeni II klasą wieszali wstęgi na szyi, III klasa noszona była na wstędze przeciągniętej przez dziurkę od guzika na środku piersi, a IV klasę przypinano do prawej piersi na wstążce.